# تيبي نيشياما
تيبي نيشياما (باليابانية: 西山 哲平) (مواليد 22 فبراير 1975)، هو لاعب كرة قدم ياباني سابق كان يلعب كلاعب وسط.

## وصلات خارجية
- تيبي نيشياما على موقع رابطة كرة القدم اليابانية للمحترفين (اليابانية)
- تيبي نيشياما على موقع قاعدة بيانات كرة القدم.إي يو (الإنجليزية)
- تيبي نيشياما على موقع Soccerway.com (الإنجليزية)
- تيبي نيشياما على موقع عالم كرة القدم.نت (الإنجليزية)
- تيبي نيشياما على موقع كووورة